# Орден Суворова (Россия)
О́рден Суво́рова — государственная награда Российской Федерации. Орденом Суворова награждаются военачальники Вооруженных сил Российской Федерации за выдающиеся успехи в деле управления войсками. Также награждаются воинские части.

## История ордена
Орден Суворова учреждён в СССР в 1942 году. После распада СССР орден был сохранён в системе государственных наград Российской Федерации Постановлением Верховного Совета Российской Федерации от 20 марта 1992 года № 2557-I, однако как государственная награда Российской Федерации не имел статута и официального описания до 2010 года.
Указом Президента Российской Федерации от 7 сентября 2010 года № 1099 «О мерах по совершенствованию государственной наградной системы Российской Федерации» утверждён статут и описание ордена.
В январе 2013 и апреле 2015 года в статут ордена были внесены изменения, согласно которым допущено награждение орденом, помимо военнослужащих, также объединений и воинских частей Вооружённых Сил Российской Федерации, других войск и органов.

## Награждения
Указом Президента Российской Федерации от 14 ноября 2013 года № 842 орденом Суворова награждено Рязанское высшее воздушно-десантное командное училище имени генерала В. Ф. Маргелова. Президент В.В.Путин лично прикрепил знак ордена на знамя училища во время посещения его 15 ноября 2013 года. 
18 августа 2014 года орденом Суворова награждена 76-я гвардейская десантно-штурмовая Черниговская Краснознаменная дивизия. 
14 мая 2015 года орден вручён 7-й гвардейской десантно-штурмовой (горной) дивизии. 
17 сентября 2014 года первый заместитель министра обороны Аркадий Бахин вручил орден Суворова Центральному полигону Российской Федерации. 
22 июля 2015 года министр обороны Шойгу вручил орден Суворова 1-му государственному испытательному космодрому Плесецк.
28 ноября 2017 года при представлении в качестве вновь назначенного командующим войсками Восточного военного округа генерал-полковник Александр Журавлёв имел на кителе планку ордена Суворова. 
1 сентября 2017 года в День знаний во время вручении  Екатеринбургскому суворовскому военному училищу грамоты Президента Российской Федерации, начальник штаба Центрального военного округа генерал-лейтенант Евгений Устинов имел на кителе планку ордена Суворова.
23 февраля 2018 года орденом Суворова был награждён Южный военный округ.
9 мая 2018 года орден Суворова вручён бригадному генералу Сирийской армии Сухелю аль-Хасану.
18 декабря 2018 года Президентом России Владимиром Путиным орден вручён Восточному военному округу.
2 февраля 2019 года орден вручён 2-му смешанному авиационному полку, 24 декабря 2019 года — Командованию дальней авиации.
29 мая 2020 года орден вручён 58-й армии Южного военного округа.
29 декабря 2020 года орден вручён Командованию военно-транспортной авиации и 929 государственному лётно-испытательному центру Министерства обороны имени В.П. Чкалова.
Указом Президента Российской Федерации от 27 марта 2024 года № 215 Отдельная орденов Жукова, Ленина и Октябрьской Революции Краснознаменная дивизия оперативного назначения имени Ф.Э. Дзержинского Войск Национальной Гвардии Российской Федерации награждена орденом Суворова

## Статутордена

### Основания для награждения
Орденом награждаются командующие объединениями, их заместители, начальники оперативных управлений, оперативных отделов, начальники родов войск и специальных войск Вооружённых Сил Российской Федерации:
1. за умелую организацию операций и руководство группировками войск (сил), объединениями и воинскими частями, позволившие, несмотря на упорное сопротивление противника, его численное превосходство, улучшенное техническое оснащение и более выгодное расположение на театре военных действий (операционном направлении), достигнуть целей операций, удержать важнейшие районы своей территории (территории союзных государств), создать условия для захвата инициативы и ведения последующих операций с наступательными целями;
2. за умелую организацию и руководство формированиями Вооружённых Сил Российской Федерации при проведении мероприятий стратегического сдерживания силового характера, обеспечившие недопущение (деэскалацию) агрессии (вооруженного конфликта) против Российской Федерации и (или) её союзников.

Орденом могут быть награждены в исключительных случаях объединения, соединения и воинские части Вооруженных Сил Российской Федерации, других войск, воинских формирований и органов за выдающиеся заслуги в боях по защите Отечества, в операциях по поддержанию (восстановлению) международного мира и в контртеррористических операциях, за участие в проведении операций на суше и в воздухе, в ходе которых, несмотря на численное превосходство противника, были достигнуты цели операций с полным сохранением боеспособности воинских частей.
Орденом могут быть награждены иностранные граждане — военнослужащие войск союзников из числа высшего офицерского состава, участвовавшие наравне с военнослужащими Российской Федерации в организации и проведении успешной операции коалиционных группировок войск (сил).
Награждение орденом может быть произведено посмертно.

### Порядок ношения
Знак ордена носится на левой стороне груди и при наличии других орденов Российской Федерации располагается после знака ордена Александра Невского, а с 16 декабря 2011 по 12 апреля 2012 года носился после знака ордена Дружбы.
Для особых случаев и возможного повседневного ношения на гражданской одежде предусматривается ношение миниатюрной копии знака ордена, которая располагается после миниатюрной копии знака ордена Александра Невского.
При ношении на форменной одежде ленты ордена Суворова на планке она располагается после ленты ордена Александра Невского.
На гражданской одежде носится лента ордена Суворова в виде розетки, которая располагается на левой стороне груди.
При награждении орденом воинских частей, знак и лента ордена крепятся на лицевую сторону Боевого знамени части.

## Описание ордена

### Знак ордена
Знак ордена представляет собой позолоченный четырёхконечный прямой крест с расширяющимися концами.
Между концами креста — серебряные штралы.
В центре креста — серебряный медальон с выпуклой каймой. В поле медальона — позолоченный погрудный портрет А. В. Суворова в профиль, обращенный влево и опирающийся в нижней части медальона на перекрещенные лавровую и дубовую ветви, перевитые лентой.
По окружности медальона, в верхней части, — надпись прямыми рельефными буквами, покрытыми красной эмалью: «АЛЕКСАНДР СУВОРОВ».
Расстояние между противоположными концами креста — 40 мм, между противолежащими штралами — 35 мм. На оборотной стороне знака — номер знака ордена.
Знак ордена при помощи ушка и кольца соединяется с пятиугольной колодкой, обтянутой шелковой, муаровой лентой.
Лента зелёного цвета шириной 24 мм. В центре ленты — оранжевая полоса шириной 5 мм.
Ширина ленты, прикрепляемой к Боевому знамени воинской части — 100 мм.

### Миниатюрная копия
Миниатюрная копия знака ордена носится на колодке. Расстояние между концами креста — 15,4 мм, высота колодки от вершины нижнего угла до середины верхней стороны — 19,2 мм, длина верхней стороны — 10 мм, длина каждой из боковых сторон — 16 мм, длина каждой из сторон, образующих нижний угол, — 10 мм.

### Планка и розетка
При ношении на форменной одежде ленты ордена используется планка высотой 8 мм, ширина ленты — 24 мм.
На ленте ордена Суворова в виде розетки крепится миниатюрное изображение знака ордена из металла с эмалью. Расстояние между концами креста — 13 мм. Диаметр розетки — 15 мм.